# Nuoto ai Giochi della XV Olimpiade - 200 metri rana maschili
La competizione dei 200 metri rana maschili di nuoto dei Giochi della XV Olimpiade si è svolta nei giorni dal 31 luglio al 2 agosto 1952 allo stadio olimpico del nuoto di Helsinki.

## Programma
| Data           | Round        | Note                                |
| -------------- | ------------ | ----------------------------------- |
| 31 luglio 1952 | 6 Batterie   | I migliori 16 tempi alle semifinali |
| 1º agosto 1952 | 2 Semifinali | I migliori 8 tempi alla finale      |
| 2 agosto 1952  | Finale       |                                     |

## Risultati

### Batterie
| Pos. | Atleta                   | Nazione       | Tempo  | Posizione |
| ---- | ------------------------ | ------------- | ------ | --------- |
| 1    | Kenneth Nitzkowski       | Stati Uniti   | 2'40"6 | 9         |
| 2    | Pierre Joly dit Dumesnil | Francia       | 2'43"4 | 17        |
| 3    | Marek Petrusewicz        | Polonia       | 2'44"0 | 19        |
| 4    | Juha Tikka               | Finlandia     | 2'46"3 | 24        |
| 5    | Brian Barnes             | Gran Bretagna | 2'48"6 | 31        |
| 6    | René Kohn                | Lussemburgo   | 2'59"3 | 37        |

| Pos. | Atleta                  | Nazione          | Tempo  | Posizione |
| ---- | ----------------------- | ---------------- | ------ | --------- |
| 1    | John Davies             | Australia        | 2'39"7 | 7         |
| 2    | Jiro Nagasawa           | Giappone         | 2'40"4 | 8         |
| 3    | Nikola Trojanović       | Jugoslavia       | 2'42"4 | 14        |
| 4    | Bengt Rask              | Svezia           | 2'45"3 | 22        |
| 5    | Ludovicus Schoenmaekers | Belgio           | 2'46"5 | 25        |
| 6    | Yury Kurchashov         | Unione Sovietica | 2'47"3 | 26        |
| 7    | Alfons Oehy             | Svizzera         | 2'54"8 | 36        |
| 8    | Muhammad Bashir         | Pakistan         | 3'01"3 | 38        |

| Pos. | Atleta             | Nazione        | Tempo  | Posizione |
| ---- | ------------------ | -------------- | ------ | --------- |
| 1    | Ľudovít Komadel    | Cecoslovacchia | 2'38"9 | 3         |
| 2    | Orlando Cossani    | Argentina      | 2'39"6 | 5         |
| 3    | Takayoshi Kajikawa | Giappone       | 2'39"6 | 6         |
| 4    | Walter Ocampo      | Messico        | 2'44"8 | 21        |
| 5    | Octavio Mobiglia   | Brasile        | 2'46"1 | 23        |
| -    | Giorgio Grilz      | Italia         | Squal. |           |

| Pos. | Atleta                | Nazione          | Tempo  | Posizione |
| ---- | --------------------- | ---------------- | ------ | --------- |
| 1    | Bowen Stassforth      | Stati Uniti      | 2'39"3 | 4         |
| 2    | David Hawkins         | Australia        | 2'41"2 | 11        |
| 3    | George Lee Portelance | Canada           | 2'42"5 | 15        |
| 4    | Pyotr Skripchenkov    | Unione Sovietica | 2'47"3 | 26        |
| 5    | Blago Barbijeri       | Jugoslavia       | 2'47"3 | 26        |
| 6    | Knud Gleie            | Danimarca        | 2'51"4 | 34        |
| 7    | Vladimír Skovajsa     | Cecoslovacchia   | 2'53"3 | 35        |

| Pos. | Atleta              | Nazione     | Tempo  | Posizione |
| ---- | ------------------- | ----------- | ------ | --------- |
| 1    | Geral Ray Holan     | Stati Uniti | 2'36"8 | 1         |
| 2    | Maurice Lusien      | Francia     | 2'40"9 | 10        |
| 3    | Nobuyasu Hirayama   | Giappone    | 2'41"5 | 12        |
| 4    | Adhemar Grijó Filho | Brasile     | 2'47"6 | 29        |
| 5    | Habib Suharko       | Indonesia   | 2'51"3 | 33        |

| Pos. | Atleta                  | Nazione          | Tempo  | Posizione |
| ---- | ----------------------- | ---------------- | ------ | --------- |
| 1    | Herbert Klein           | Germania         | 2'37"0 | 2         |
| 2    | Daniël Buijze           | Paesi Bassi      | 2'41"9 | 13        |
| 3    | Vladimir Borisenko      | Unione Sovietica | 2'43"2 | 16        |
| 4    | Aulis Kähkönen          | Finlandia        | 2'43"8 | 18        |
| 5    | Manuel Sanguily         | Cuba             | 2'44"5 | 20        |
| 6    | Vlastimil Linhart       | Cecoslovacchia   | 2'48"0 | 30        |
| 7    | Awad Moukhtar Halloudah | Egitto           | 2'50"5 | 32        |
| 8    | Eduardo Barbeiro        | Portogallo       | 3'04"6 | 39        |

### Semifinali
| Pos. | Atleta                | Nazione        | Tempo  | Posizione |
| ---- | --------------------- | -------------- | ------ | --------- |
| 1    | John Davies           | Australia      | 2'36"8 | 1         |
| 2    | Ľudovít Komadel       | Cecoslovacchia | 2'38"8 | 5         |
| 3    | Nobuyasu Hirayama     | Giappone       | 2'39"1 | 7         |
| 4    | Geral Ray Holan       | Stati Uniti    | 2'39"2 | 9         |
| 5    | Kenneth Nitzkowski    | Stati Uniti    | 2'41"4 | 11        |
| 6    | Daniël Buijze         | Paesi Bassi    | 2'42"6 | 13        |
| 7    | Orlando Cossani       | Argentina      | 2'43"1 | 14        |
| 8    | George Lee Portelance | Canada         | 2'43"8 | 15        |

1. ↑  Record Olimpico uguagliato

| Pos. | Atleta             | Nazione          | Tempo  | Posizione |
| ---- | ------------------ | ---------------- | ------ | --------- |
| 1    | Herbert Klein      | Germania         | 2'37"0 | 2         |
| 2    | Takayoshi Kajikawa | Giappone         | 2'37"3 | 3         |
| 3    | Bowen Stassforth   | Stati Uniti      | 2'38"7 | 4         |
| 4    | Jiro Nagasawa      | Giappone         | 2'39"0 | 6         |
| 5    | Maurice Lusien     | Francia          | 2'39"1 | 7         |
| 6    | David Hawkins      | Australia        | 2'39"8 | 10        |
| 7    | Nikola Trojanović  | Jugoslavia       | 2'41"8 | 12        |
| 8    | Vladimir Borisenko | Unione Sovietica | 2'46"2 | 16        |

### Finale
| Pos.    | Atleta             | Nazione        | Tempo  |
| ------- | ------------------ | -------------- | ------ |
| Oro     | John Davies        | Australia      | 2'34"4 |
| Argento | Bowen Stassforth   | Stati Uniti    | 2'34"7 |
| Bronzo  | Herbert Klein      | Germania       | 2'35"9 |
| 4       | Nobuyasu Hirayama  | Giappone       | 2'37"4 |
| 5       | Takayoshi Kajikawa | Giappone       | 2'38"6 |
| 6       | Jiro Nagasawa      | Giappone       | 2'39"1 |
| 7       | Maurice Lusien     | Francia        | 2'39"8 |
| 8       | Ľudovít Komadel    | Cecoslovacchia | 2'40"1 |